# Путраджая

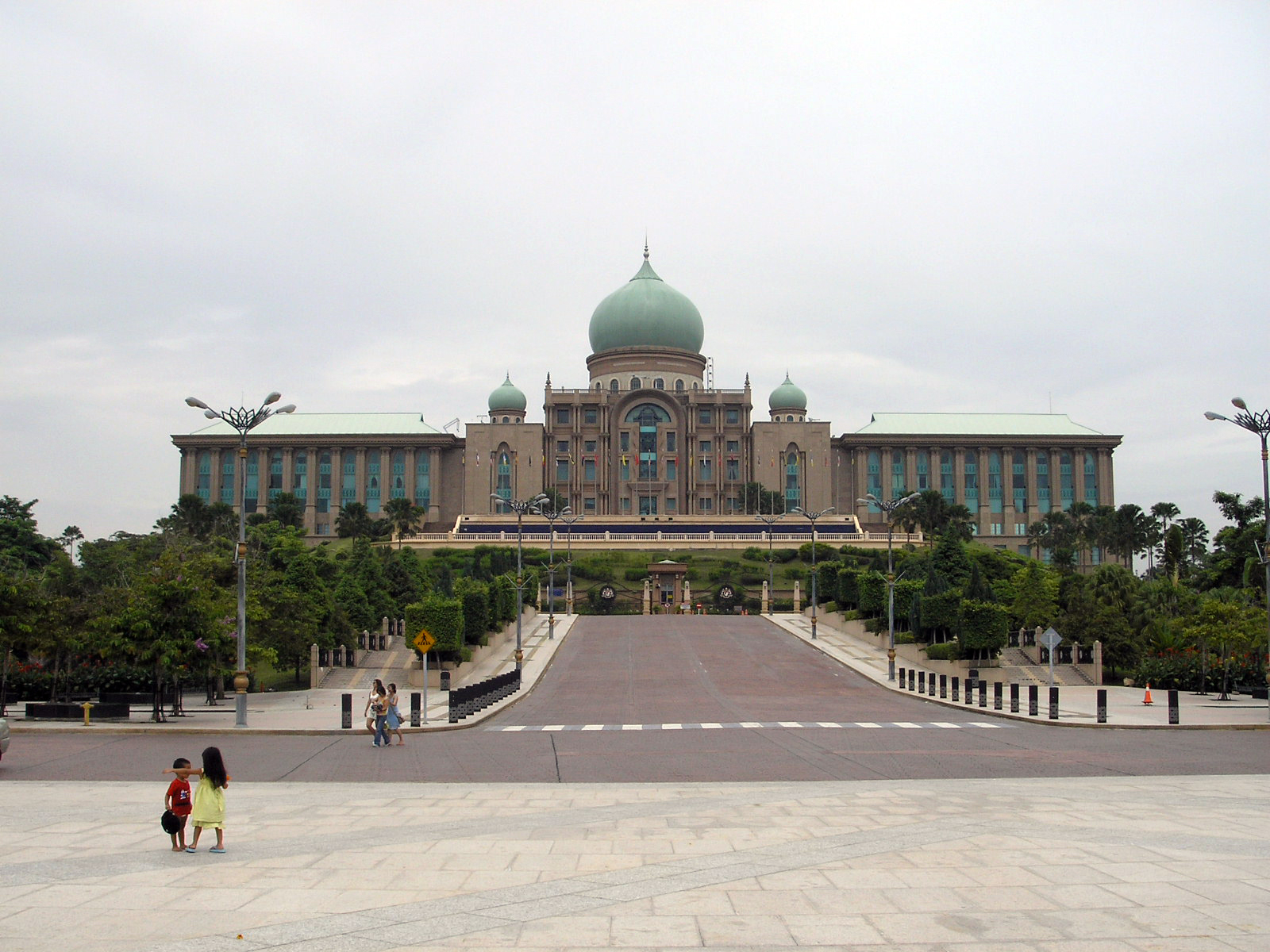
Резиденція прем'єр-міністра Малайзії

Путраджа́я (малай. Putrajaya, із санскриту — син, що переміг) — місто в Малайзії, побудоване спеціально як нова адміністративна столиця. Заснована 19 жовтня 1995 року. З 2005 року — федеральна столиця держави, за Куала-Лумпур тимчасово зберігаються деякі столичні функції (резиденція короля та парламенту Малайзії). Ідея створення нової столиці належить тодішньому прем'єр-міністру Махатіру Мохамаду. Путраджая стала третьою федеральною територією Малайзії, після Куала-Лумпуру та Лабуана.
Місто розташоване на відстані 20 км на південь від Куала-Лумпур. Столиця названа на честь першого прем'єр-міністра Малайзії Абдули Рахмана (повне ім'я: Тунку Абдул Рахман Путра аль-Хадж ібн Султан Алмарум Абдул Хамід Халім-шах).
Населення міста становить 67964 жителів (2010).

## Галерея

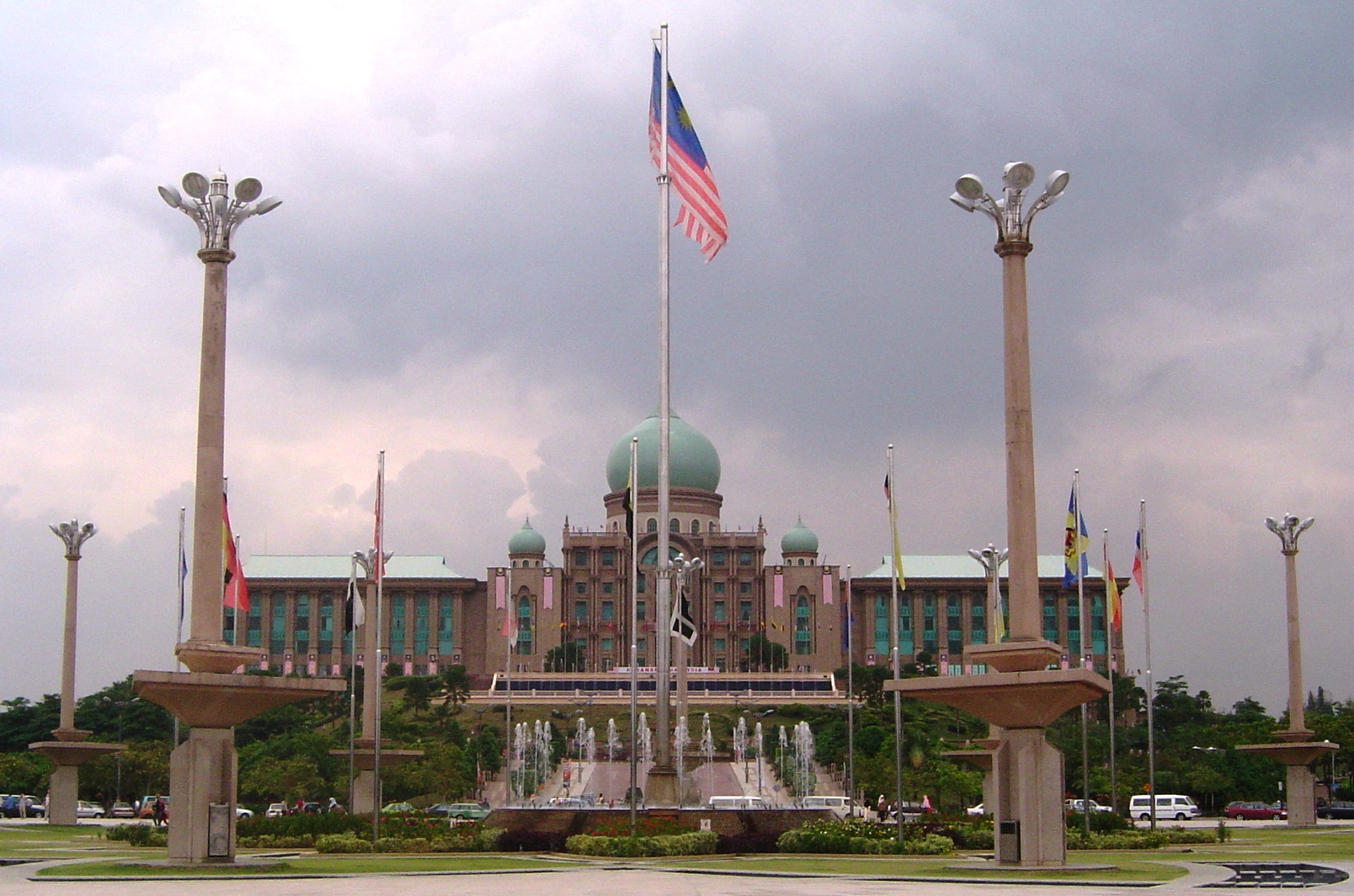
Резиденція прем’єр-міністра Малайзії
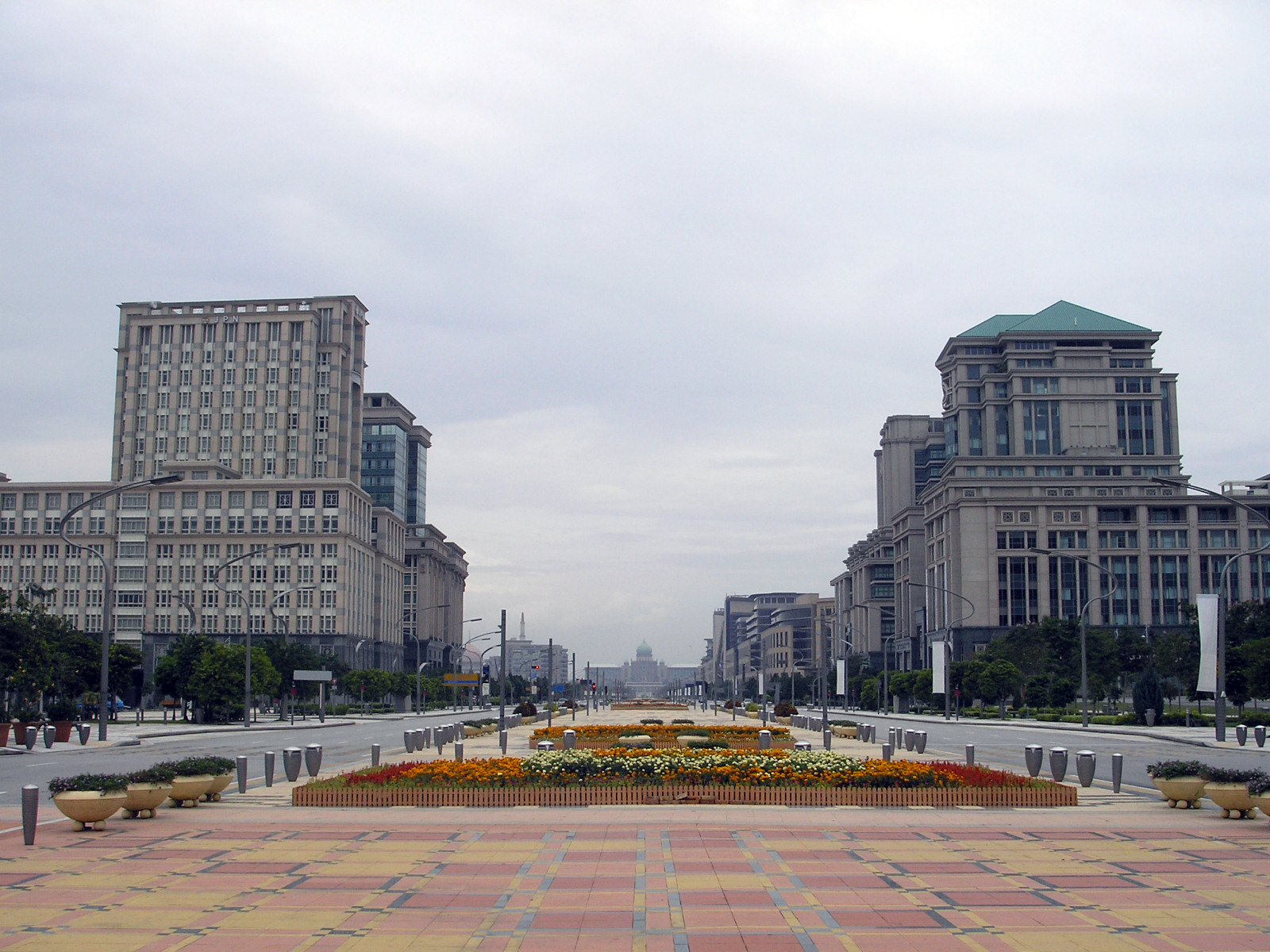
Перспектива міста